# Römische Bürgerkriege
Als Zeit der Römischen Bürgerkriege wird das Jahrhundert zwischen 133 und 30 v. Chr. bezeichnet, in dem die Römische Republik zunächst in eine schwere Krise geriet und schließlich durch eine Monarchie in Form des Prinzipats ersetzt wurde.
Die Epoche begann mit den gescheiterten Land- und Sozialreformen der Gracchen Ende des 2. Jahrhunderts v. Chr. Die Auseinandersetzungen zwischen den Optimaten, dem konservativ-aristokratisch gesinnten Teil des Senatsadels, und den Popularen, die sich stärker auf die Volksversammlung stützten, wurden zunehmend gewaltsam ausgetragen. Beschränkte sich diese Gewalt zunächst noch im Wesentlichen auf Straßenkämpfe in Rom, kam es später zu regelrechten Bürgerkriegen: zuerst 83/82 v. Chr. zwischen Marius und Sulla, dann von 49 bis 45 v. Chr.  zwischen Caesar und Pompeius und von 44 bis 31 v. Chr. zunächst zwischen den Mördern und den Anhängern Caesars und schließlich zwischen den siegreichen Mitgliedern des Zweiten Triumvirats, Marcus Antonius und Octavian, dem späteren Augustus, der als erster römischer Kaiser gilt.

## Historische Ereignisse

### Die Reformversuche der Gracchen

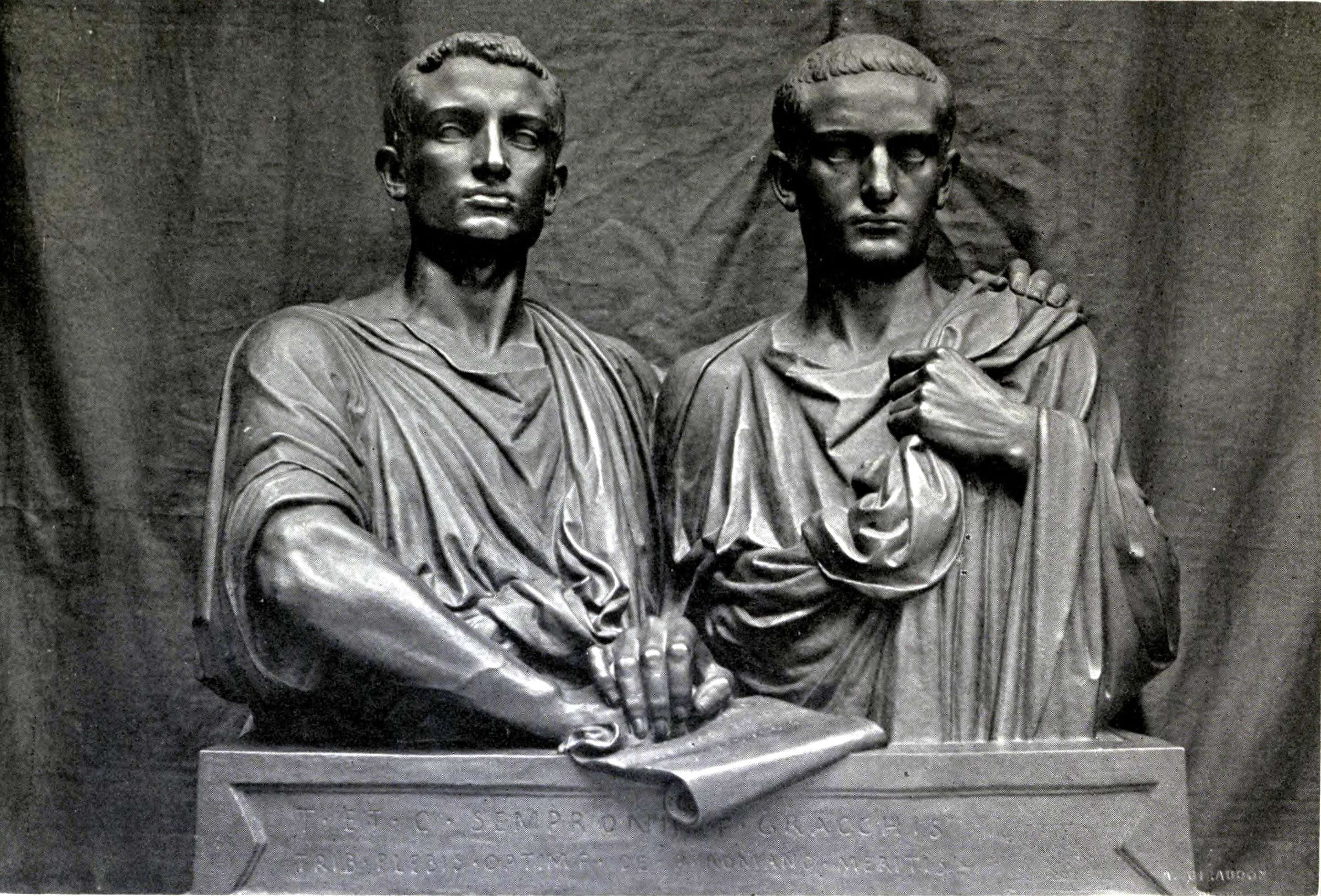
Tiberius und Gaius Sempronius Gracchus in einer Darstellung des 19. Jahrhunderts

Die Zeit der Bürgerkriege begann im Jahr 133 v. Chr. mit dem Versuch des Volkstribunen Tiberius Sempronius Gracchus, eine Landreform durchzusetzen. Agrargesetze sollten die Macht der Großgrundbesitzer beschränken und die Lage der Kleinbauern und städtischen Proletarier verbessern. So sahen die Gesetzesänderungen vor, das von der Oberschicht unter rechtlich zweifelhaften Umständen aufgekaufte Land in Parzellen aufzuteilen und an Kleinbauern und städtische Proles zu verteilen. Damit sollten soziale Spannungen überwunden aber auch die militärische Schlagkraft Roms erhalten werden, denn nur Besitzende konnten Militärdienst leisten.
Die Agrargesetze kamen letztlich nur zustande, weil Tiberius Gracchus zweifach gegen die römische Staatsordnung verstieß: Er ließ einen Mittribunen absetzen, der sein Veto gegen die Gesetze eingelegt hatte, und er gab zu deren Durchsetzung eigenmächtig das Vermögen frei, das König Attalos III. von Pergamon dem römischen Staat vererbt hatte. Um eine Rücknahme seiner Gesetze durch konservative Kreise des Senats zu verhindern, ließ sich Tiberius Gracchus im Folgejahr erneut zum Volkstribunen wählen. Auch dies stellte wieder einen Bruch der Verfassungsordnung der Republik dar, nach der jedes Amt nach dem Annuitätsprinzip jährlich neu besetzt werden musste. Daraufhin wurden Tiberius Gracchus und etwa 300 seiner Gefolgsleute von Senatoren und Anhängern der Optimaten auf dem Kapitol erschlagen. Infolgedessen kam es zu tumultartigen Aufständen in den Straßen Roms, die aber militärisch niedergeschlagen wurden.
Zehn Jahre später, 123–121 v. Chr., erlangte Tiberius’ jüngerer Bruder Gaius Sempronius Gracchus mit Unterstützung der Equites, des römischen Ritterstands, genügend politisches Gewicht, um die Arbeit seines Bruders fortsetzen zu können. Er unternahm einen erneuten Anlauf, das Agrarproblem zu lösen.
In Opposition zu Gaius formierte sich hinter Konsul Lucius Opimius eine Gefolgschaft von unzufriedenen, teils gewaltbereiten Optimaten. Als Gaius aber dafür eintrat, allen italischen Bundesgenossen Roms das Bürgerrecht zu verleihen, verlor er die Unterstützung des stadtrömischen Proletariats, das um seinen ohnehin geringen politischen Einfluss fürchtete. Der Senat nutzte die Gelegenheit, Gaius Gracchus zum Staatsfeind zu erklären. Zur Flucht gezwungen, ließ dieser sich von einem Sklaven töten. Opimius und seine Gefolgschaft zettelten schließlich Straßenkämpfe an, bei denen 3000 Anhänger der Popularen getötet wurden.
Die Optimaten hatten sich vorerst durchgesetzt, aber sie hatten auch ein Moment der Gewalttätigkeit in die römische Innenpolitik eingeführt, das sich schließlich gegen sie selbst wenden sollte.

### Marius und Sulla

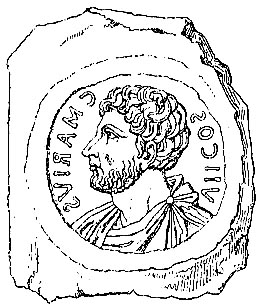
Gaius Marius

Im Jahr 107 v. Chr. wurde der Feldherr Gaius Marius zum Konsul gewählt, ein Vertreter der Popularen und Anhänger der Ideen der Brüder Tiberius und Gaius Gracchus. Von 111 bis 105 v. Chr. führte er erfolgreich Krieg gegen König Jugurtha von Numidien und in den Jahren 102 und 101 v. Chr. schlug er die Kimbern und Teutonen in den Kimbernkriegen, die zuvor mehrere römische Legionen besiegt hatten. Mit seinen militärischen Erfolgen wuchsen Marius’ Macht und Ansehen.
Er war der erste Römer, der mehrmals hintereinander das Konsulat bekleidete. Diese Verletzung des Annuitätsprinzips verlieh ihm nahezu diktatorische Macht, schwächte aber die Verfassungsordnung der römischen Republik. Gesetze und Regeln wurden zunehmend den Nützlichkeitserwägungen der jeweiligen Machthaber untergeordnet.
Als Politiker setzte Marius eine Heeres- und Agrarreform durch: An die Stelle des bisherigen Bürgeraufgebots trat ein Berufsheer, in das auch Angehörige des Proletariats aufgenommen wurden. Die Veteranen hatten nach Ableistung ihrer Dienstzeit Anspruch auf ein Stück Ackerland, das dem ager publicus, dem römischen Staatsland, entnommen wurde. Da die jeweiligen Befehlshaber der Legionen für die Landverteilung an ihre Veteranen zuständig waren, entstand ein starkes Band der Loyalität zwischen ihnen. Die römischen Legionäre wurden damit Teil der so genannten Heeresclientel. Sie fühlten sich immer weniger dem Staat als ihrem jeweiligen Feldherrn verpflichtet. Dies bewirkte schließlich eine grundlegende Machtverschiebung, weg vom Senatsadel als Gesamtheit hin zu den einzelnen Inhabern der höchsten militärischen Gewalt, die schließlich mit der weitgehenden Beseitigung der Senatsmacht durch Augustus endete.

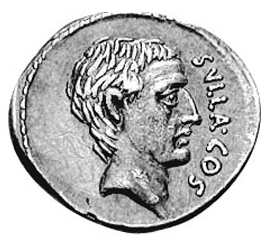
Lucius Cornelius Sulla

Im Bundesgenossenkrieg (91–89 v. Chr.) erstritten zudem die italischen Verbündeten Roms das volle Bürgerrecht. Damit erhöhte sich die Zahl der stimmberechtigten römischen Bürger erheblich, ohne dass die städtischen Institutionen der Republik dem angepasst wurden. An den Volksversammlungen und den jährlichen Wahlen zu den Ämtern der Republik etwa konnte nur teilnehmen, wer sich in der Stadt befand. So sahen sich auch die Soldaten und Veteranen aus den Gebieten der Bundesgenossen sehr viel stärker gegenüber ihrem Feldherrn zu Loyalität verpflichtet als gegenüber dem Senat und den anderen Institutionen im fernen Rom, an deren Zustandekommen sie nicht beteiligt waren.
Unter der Führung des Patriziers Lucius Cornelius Sulla, der gemeinsam mit Marius im Jugurthinischen und im Bundesgenossenkrieg gekämpft hatte, griffen die Optimaten im Senat Marius’ Reformen an. Sulla wurde 88 v. Chr. zum Konsul gewählt. Nach einem Putsch der Popularen marschierte Sulla als erster römischer Feldherr in der Geschichte mit seinen Truppen in Rom ein und erlangte die Macht mit militärischer Gewalt zurück. Damit war erneut ein Stück der alten Verfassung zerstört worden.

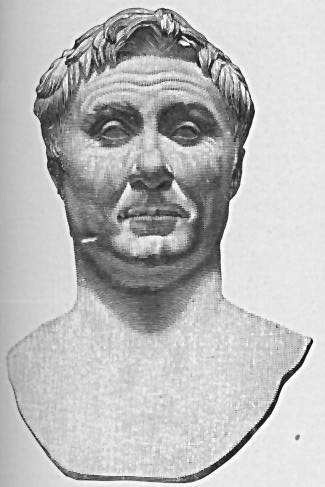
Gnaeus Pompeius Magnus

Während Sulla wegen des Kriegs gegen König Mithridates VI. Rom alsbald verlassen musste, nutzten die Popularen unter Marius und dem neuen Konsul des Jahres 87 v. Chr., Lucius Cornelius Cinna, die Gunst der Stunde. Sie ergriffen nach zehntägigem Kampf, in dem viele Senatsmitglieder und Anhänger der Optimaten getötet wurden, die Macht und übten anschließend ein Schreckensregiment in Rom aus. Cinna ließ sich, ähnlich wie schon Marius, der 86 v. Chr. kurz nach einem erneuten Konsulatsantritt gestorben war, drei Mal in Folge zum Konsul wählen.
Bei seiner Rückkehr 82 v. Chr. besiegte Sulla, unterstützt von Gnaeus Pompeius Magnus, die Popularen und errichtete seinerseits eine Diktatur. Wegbereiter war der Interrex Lucius Valerius Flaccus, der hierzu das Ermächtigungsgesetz der Lex Valeria in die Comitia centuriata eingebracht hatte. Legitimiert durch dieses Gesetz besiegte er die Anhänger des Marius und ließ sie auf Proskriptionslisten für vogelfrei erklären, systematisch verfolgen und umbringen. Auf besonders gefährliche politische Gegner setzte er Kopfgelder aus. Schließlich stellte er die Macht des Senats wieder her und schränkte die Kompetenzen der Volkstribunen ein. Nachdem er so die althergebrachte republikanische Ordnung noch einmal gesichert hatte, trat Sulla 79 v. Chr. zurück. Mit diesem Verhalten entsprach er der republikanischen Tradition, ungeachtet der Tatsache, dass auch seine eigene Macht nicht mehr auf dem Ansehen des Senats, sondern auf seiner Befehlsgewalt über die Legionen beruht hatte.

### Das erste Triumvirat

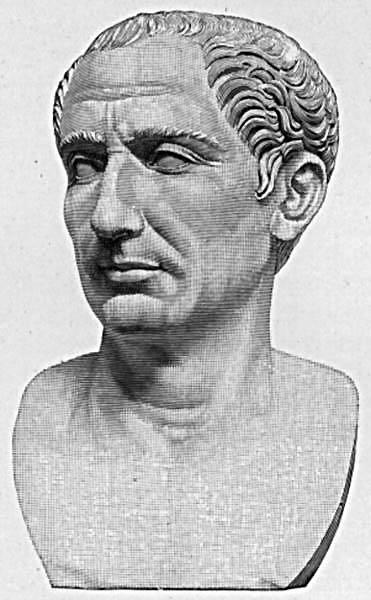
Gaius Iulius Caesar

Nach Sullas Rücktritt wurden Pompeius und Marcus Licinius Crassus zu bestimmenden Figuren der römischen Politik. Beide gehörten zu den Optimaten, machten aber im Jahr 70 v. Chr. fast alle Gesetzesänderungen Sullas rückgängig. Als Befehlshaber der Legionen im 3. Mithridatischen Krieg und beim Niederschlagen des Sklavenaufstands unter Spartacus stiegen beide zu Militärpotentaten auf, die sich ihrer Klientel unter den Soldaten und Veteranen verpflichtet fühlten. Wie Marius und Sulla vor ihnen wurden sie damit in die Lage versetzt, Politik am Senat vorbei zu machen, für dessen Machtstellung sie als Optimaten eigentlich hätten eintreten müssen.
Als der Senat sich im Jahr 60 v. Chr. weigerte, Pompeius’ Maßnahmen zur Versorgung seiner Veteranen anzuerkennen, schloss er mit Crassus und einem jungen politischen Aufsteiger, Julius Caesar, ein privates Bündnis ab, das Triumvirat. Diese ungesetzliche „Dreimännerherrschaft“ sollte sicherstellen, „dass nichts im Staate geschehen solle, was einem von den dreien missfiele“. (Sueton). Dass Caesar aus den Reihen der Popularen stammte, zeigt, dass der ursprüngliche Konflikt – Vorherrschaft des Senatsadels oder stärkere Beteiligung des Volkes – kaum noch eine Rolle spielte. Von nun an ging es für die Republik um die Existenzfrage: Konnte sie überhaupt noch in der hergebrachten Form bestehen bleiben? Würde sie die nach Marius’ Heeresreform neu entstandene Macht der Militärgewalthaber zurückdrängen oder integrieren können oder ihr am Ende unterliegen?
Caesar war im Triumvirat zunächst der Juniorpartner. Vereinbarungsgemäß unterstützten seine Bündnispartner seine Wahl zum Konsul des Jahres 59 v. Chr. Anschließend übernahm er, wie jeder Konsul nach Ende seines Amtsjahres, die Verwaltung einer Provinz. Caesar nutzte die Provinz Gallia cisalpina als Ausgangsbasis, um in den Jahren 58–51 v. Chr. das gesamte nicht-römische Gallien bis zum Rhein zu erobern. Dies brachte ihm nicht nur ungeheure Reichtümer, sondern auch die Befehlsgewalt, das Imperium, über riesige Armeen. Da Crassus im Jahr 53 v. Chr. im Partherkrieg gefallen war, stellte nun Caesar den größten militärischen Machtfaktor im Staat dar.

### Bürgerkrieg zwischen Caesar und Pompeius
Nachdem Pompeius’ Ehefrau, Caesars Tochter Iulia, im Kindbett gestorben war, entfiel ein wesentliches Element des Bündnisses zwischen den beiden Machtpolitikern. Zudem hatte Pompeius mehr und mehr das populare Fahrwasser verlassen, sich dem Senat angenähert und war für das Jahr 52 v. Chr. zum consul sine collega, das heißt zum alleinigen Konsul, gewählt worden. Die Situation spitzte sich zu, als Caesar mit Billigung Pompeius’ durch den Senat ultimativ aufgefordert wurde, sein Kommando niederzulegen und als Privatmann nach Rom zurückzukehren. Dies hätte für Caesar die Gefahr eines Gerichtsverfahrens wegen Überschreitung seiner Befugnisse bedeutet. In dieser Situation setzte sich Caesar mit seinen Truppen zum Grenzfluss Rubikon in Bewegung, der das militärfreie Stadtgebiet Roms von den Nordprovinzen trennte. Pompeius erhielt darauf am 7. Januar 49 v. Chr. vom Senat die Order, die Republik gegen Caesar zu verteidigen. Am 10. Januar überschritt Caesar den Rubikon und begann damit den Krieg gegen die Republik. Er marschierte gegen Rom, das von Pompeius geräumt wurde, und danach nach Spanien, wo er Pompeius’ Truppen ausschaltete. Pompeius selbst wurde später in Griechenland in der Schlacht von Pharsalos geschlagen und kurz darauf in Ägypten ermordet; die anderen senatorischen Heere (welche sechs Legionen umfassten) wurden nacheinander in Africa, in der Schlacht bei Thapsus, und Hispanien, in der Schlacht von Munda, besiegt. Damit konnte Caesar sich zum Alleinherrscher Roms aufschwingen.

### Das zweite Triumvirat

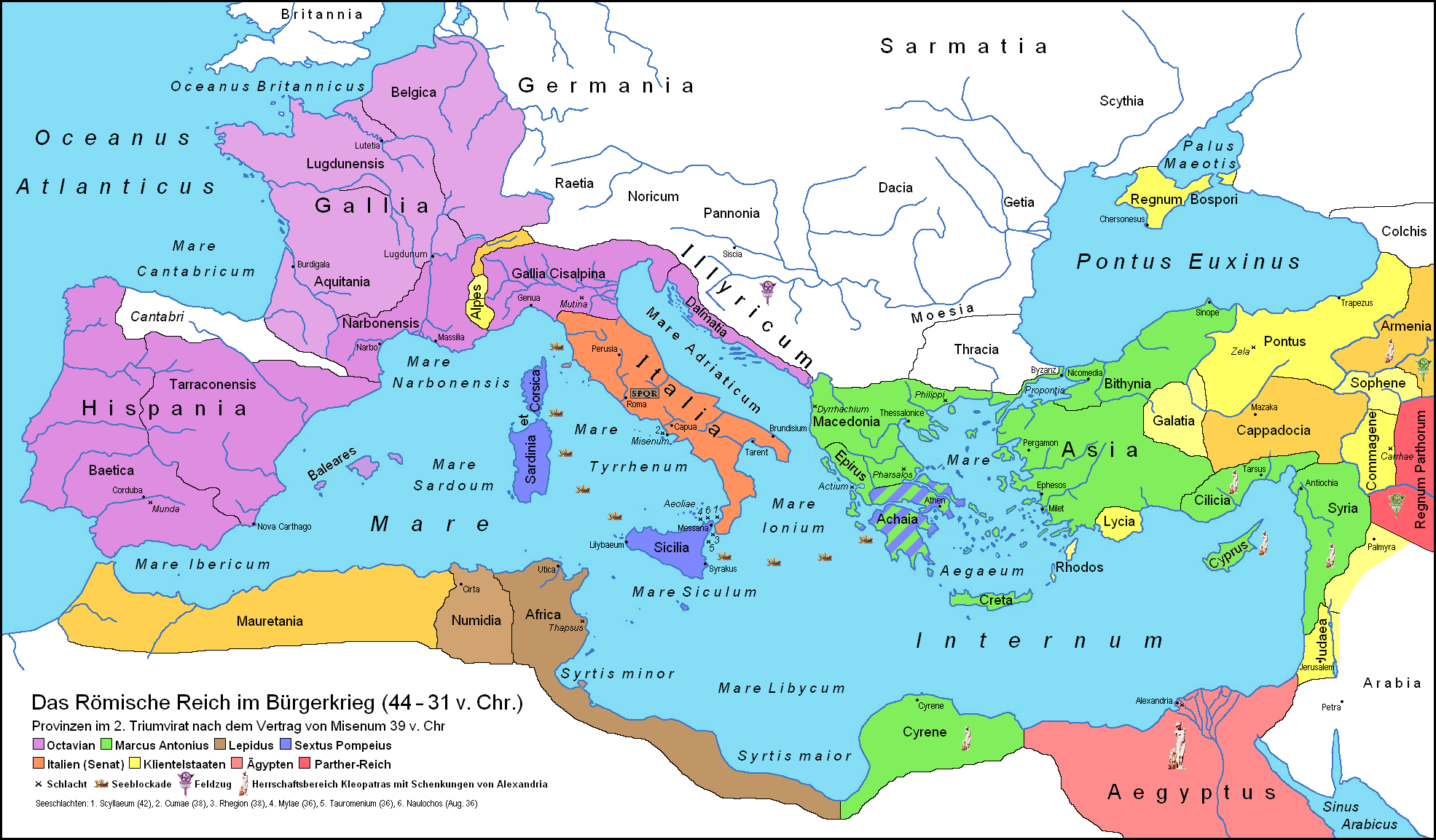
Karte des Römischen Reiches nach dem Vertrag von Misenum (39 v. Chr.)
Italien (Senat)
Octavians Machtbereich
Antonius’ Machtbereich
Provinzen des Lepidus
Seereich des Sextus Pompeius
Königreich Ägypten (Kleopatra)
Vasallenstaaten

Nachdem Caesar 45 v. Chr. siegreich nach Rom zurückgekehrt war, scheiterte er jedoch an der politischen Aufgabe, die neu errungene, in der römischen Geschichte noch nie dagewesene Machtstellung dauerhaft zu sichern. Ob er tatsächlich die Königsherrschaft anstrebte, war zu seiner Zeit und ist bis heute umstritten. Seine Wahl zum Diktator auf Lebenszeit konnte nur eine vorläufige Lösung sein. Politisch war Caesar an einem toten Punkt angelangt. Am 15. März 44 v. Chr. wurde er schließlich von einer etwa 60 Senatoren umfassenden Gruppe um die Verschwörer Marcus Iunius Brutus und Gaius Cassius Longinus während einer Senatssitzung ermordet.
Der Plan der Verschwörer, die Herrschaft des Senats wiederherzustellen, erwies sich aber schon bald als illusorisch. Die Macht in Rom fiel demjenigen zu, der als Imperator die größten und kampfstärksten Legionen zu mobilisieren in der Lage war. Dabei zeigten sich Caesars Großneffe und Erbe Octavian, der spätere Augustus, und die caesarianischen Feldherren Marcus Antonius und Marcus Aemilius Lepidus den Caesarmördern auf Dauer überlegen. Sie bildeten im verfassungsrechtlichen Rahmen der Lex Titia das zweite Triumvirat und beseitigten mittels Proskriptionen rücksichtslos alle innenpolitischen Gegner, darunter auch Cicero. In der Schlacht von Philippi besiegten Octavian und Antonius 42 v. Chr. die Heere von Cassius und Brutus. Von diesem Zeitpunkt an ging es nicht mehr darum, ob Rom Republik bleiben würde, sondern nur noch darum, was an ihre Stelle treten sollte.
Eine Aussöhnung schien greifbar, als Pompeius’ Sohn Sextus Pompeius, der von Sizilien mit seiner Flotte Italien blockierte, 39 v. Chr. im Vertrag von Misenum die Rehabilitation der Proskribierten erreichte, doch bereits im folgenden Jahr flammten die Kämpfe zwischen Octavian und Sextus Pompeius wieder auf. Nach der Entscheidung des Konflikts und der Eroberung Siziliens durch Marcus Vipsanius Agrippa im Jahr 36 v. Chr. gelang es Octavian, auch Lepidus politisch kaltzustellen.
Nach dem Sieg über ihre politischen Gegner wuchsen indes die Spannungen zwischen den verbliebenen Triumvirn, und nun lief alles auf eine letzte Auseinandersetzung mit Antonius und der mit ihm verbündeten Königin Kleopatra VII. von Ägypten hinaus. Mit dem Seesieg über Antonius bei Actium im Jahr 31 v. Chr. und der Einnahme Alexandrias im Jahr darauf sicherte sich Octavian die Alleinherrschaft im Römischen Reich.

### Augustus und das Ende der Bürgerkriege

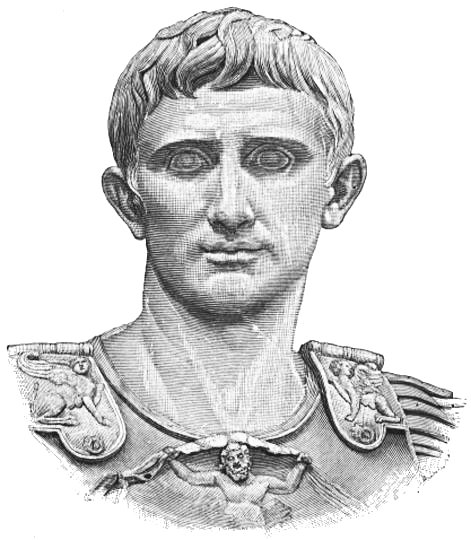
Bronzestatue des Augustus

Mit dem Ende der Bürgerkriege war auch das unwiderrufliche Ende der Republik gekommen. Anders als Caesar gelang es Octavian, der vom Senat den Ehrennamen Augustus („der Erhabene“) erhielt, eine neue, dauerhafte Staatsform an ihre Stelle zu setzen: Der Prinzipat war eine verschleierte Monarchie, in der die alten republikanischen Institutionen und Ämter bestehen blieben, der Princeps aber alle entscheidenden Gewalten in seiner Person vereinigte. In seiner Titulatur wurde daher auch dasjenige Amt betont, auf dem die Macht im neu entstandenen Kaiserreich tatsächlich beruhte: das des Imperators.
Noch 100 Jahre nach Augustus beklagte der Geschichtsschreiber Tacitus den Untergang der Republik. Den Römern jener Zeit war der Verlust an politischer Freiheit, die mit dem Prinzipat einherging, also durchaus bewusst. Zu den Gründungsmythen Roms gehörte seit je her die Geschichte von der Vertreibung des letzten der sieben altrömischen Könige durch Lucius Iunius Brutus. Julius Caesar war sein Streben nach dem Königstitel zum Verhängnis geworden. Dass die Römer schließlich dennoch die kaum verhüllte Diktatur eines Einzelnen akzeptierten, war nicht zuletzt die Folge eines ganzen Jahrhunderts der Kriege und der daraus erwachsenen Friedenssehnsucht. Diese wusste Augustus zu befriedigen: Das augusteische Zeitalter war nicht zuletzt der Beginn der Pax Romana – des römischen Friedens.

## Ursachenforschung
Krise und Untergang der Republik beschäftigten die Geschichtsschreibung und inspirierten die Staatsphilosophie zu unterschiedlichen Zeiten und von Anbeginn an. Bezüge zur eigenen Gegenwart und Gesellschaftsordnung waren und bleiben meist Teil der Diskussion. Zeitgenössische römische Autoren wie Cicero oder Sallust führten die Krise auf einen um sich greifenden Sittenverfall zurück, der zur Vernachlässigung der Republik geführt habe.
160 Jahre später schrieb Tacitus in den Annales (I,i): „Eine Diktatur bestand nur auf Zeit; weder dauerte die Amtsgewalt der Decemviri länger als zwei Jahre, noch galt das konsularische Recht der Militärtribunen für länger. Nicht Cinna, noch Sulla herrschten lang; und des Pompeius und Crassus Macht wich schnell der Caesars, Lepidus und Antonius legten ihre Waffen vor Augustus nieder, der unter dem Titel „Princeps“ die Herrschaft über die vom Bürgerkrieg erschöpfte Welt antrat.“
In späterer Zeit suchte man die Gründe für das Scheitern der Republik eher in der römischen Verfassung. Montesquieu sah zwei wesentliche Gründe: Zum einen seien zur Zeit der Bürgerkriege einzelne Heerführer so mächtig geworden, dass sie sich, gestützt auf ihr Heeresklientel, der Kontrolle durch den Senat entziehen konnten und der Republik bedrohlich wurden. Zum anderen sei die politische Organisation einer Stadtrepublik der Verwaltung eines Weltreichs nicht mehr gewachsen gewesen:

„Il est vrai que les lois de Rome devinrent impuissantes pour gouverner la république; mais c'est une chose qu'on a vue toujours, que de bonnes lois, qui ont fait qu'une petite république devient grande, lui deviennent à charge lorsqu'elle s'est agrandie.“

„Es ist wahr, die Römischen Gesetze verloren ihre Kraft, die Republik zu regieren; aber hat man nicht immer gesehen, dass gute Gesetze, welche gemacht haben, dass eine kleine Republik groß wird, ihr, wenn sie es geworden ist, lästig werden?“

Im Zeitalter des Historismus war die Auffassung verbreitet, große Einzelpersönlichkeiten wie namentlich Caesar seien die Zerstörer der Republik. Ein Beispiel für diese personalisierende Geschichtsauffassung ist Wilhelm Drumann mit seinem sechsbändigen Werk Geschichte Roms in seinem Übergang von der republikanischen zur monarchischen Verfassung, oder: Pompeius, Caesar, Cicero und ihre Zeitgenossen, das 1834–1844 erschien.
Theodor Mommsen sieht in seiner Römischen Geschichte die Ursache der Krise vor allem im Zusammentreffen einer „ausgearteten Oligarchie“, welche nicht mehr das Wohl des Staates, sondern nur noch ihre eigene Ämterkarriere verfolgt habe, mit einer „schon im Keime vom Wurmfraß ergriffenen Demokratie“. „Beide waren mit Notwendigkeit in den Statusquo gebannt, da weder hüben noch drüben […] ein politischer Plan sich fand, der über diesen hinausgegangen wäre, und so vertrugen denn auch beide sich mit einander so vollkommen, dass sie auf jedem Schritt sich in den Mitteln wie in den Zwecken begegneten und der Wechsel der Partei mehr ein Wechsel der politischen Taktik als der politischen Gesinnung war.“ Mommsen sieht das politische System als letztlich unfähig an, die ökonomischen und sozialen Konflikte anzupacken. Der die gesamte Geschichte der Republik durchziehende Gegensatz zwischen der „bäuerlichen und der Geldwirtschaft“ eskaliert in dem Augenblick, als durch die Expansion der römischen Herrschaft den Reichen Geld und Sklaven im Übermaß zuströmten. Caesars historische Leistung sieht Mommsen darin, dass jener den staatsrechtlich kontinuierlichen Übergang von der republikanischen hin zur monarchischen Verfassung möglich gemacht habe.
An Tacitus und dem nur in Zitaten Appians, Suetons und Plutarchs überlieferten Geschichtswerk des Gaius Asinius Pollio orientierte sich der Althistoriker Ronald Syme: Die Republik sei regiert worden von einer relativ kleinen Gruppe von Aristokraten, deren Macht und Einfluss auf Besitz und Gefolgschaften gegründet gewesen sei. Die Ausdehnung des römischen Reichs habe diese Gruppe nahezu unermesslich reich gemacht. Der ursprüngliche Konsens, der die Regierung über lange Zeit stabil gehalten habe, sei im Machtkampf zerbrochen. Zum Schluss habe sich der Stärkste und Einflussreichste durchgesetzt und die Prinzipatsherrschaft ergriffen.
Marxistisch orientierte Historiker deuteten den Untergang der Römischen Republik als Ergebnis zunehmender sozialer Ungleichheit: So wurde etwa die Auseinandersetzungen zwischen Optimaten und Populären als Klassenkampf zwischen reichen und armen Römern interpretiert. Differenzierter ging der westdeutsche Althistoriker Helmuth Schneider vor: Nach ihm förderten die Eroberungen die Konzentration der Produktionsmittel in der Hand weniger, was die soziale Spaltung unter den Bürgern habe anwachsen lassen. Diese Klassenkämpfe hätten zum Untergang der Republik geführt: Der ihr folgende Prinzipat sei der politische Preis gewesen, den die besitzenden Klassen für die Rettung ihres Eigentums entrichteten.
Nach Karl Christ dagegen waren Ursache der Krise der Republik hauptsächlich die militärischen Erfolge des Römischen Reichs. Dessen Aufstieg zur beherrschenden Macht des Mittelmeerraums und die enorme Vergrößerung seines Staatsgebiets erzeugte tiefgreifende soziale Spannungen zwischen verschiedenen Interessengruppen des Reiches: den adeligen Großgrundbesitzern, den römischen Kleinbauern, der anwachsenden städtischen Ritterschicht (Eques), insbesondere in Rom selbst, und den mächtiger werdenden Heerführern des Reiches. Teile der römischen Nobilität, die im Senat durch die Gruppierung der Optimaten vertreten wurde, gelangten durch das Anwachsen ihres Landbesitzes und den Zustrom an Sklaven aus den eroberten Gebieten zu enormem Reichtum, der durch Geldgeschäfte noch weiter vermehrt wurde. Die Bauern, die als Legionäre die Eroberungen erst ermöglicht hatten, verarmten dagegen zunehmend. Sie konnten ihre Höfe wegen des Dienstes in den Legionen entweder gar nicht bewirtschaften oder waren, weil sie sich keine Sklaven leisten konnten und nur über geringe Anbauflächen verfügten, gegenüber den Latifundien-Besitzern nicht konkurrenzfähig. Viele von ihnen stiegen ins städtische Proletariat ab und wurden so zu einem interessanten Wählerreservoir innerhalb Roms. Ihrer Interessen nahm sich die Gruppierung der Popularen an, die jedoch, ebenso wie die Optimaten Angehörige der Nobilität waren. Sie strebten zum Teil tatsächlich nach einer gerechteren Verteilung des Landbesitzes, zum Teil nur danach, das proletarische Wählerpotenzial auszuschöpfen und mit Hilfe einer Heeresclientel ihre eigene Macht zu steigern. Zudem wurden die Heerführer des Reiches, insbesondere die Prokonsuln und Proprätoren, durch die ausgedehnteren Feldzüge und dank der auf sie eingeschworenen Legionen immer mächtiger, so dass sie sich nach ihrer Rückkehr nach Rom nicht mehr mit dem Verlust all ihrer Machtbefugnisse abfinden mochten.
Christian Meier (1980) beschreibt den Zustand der römischen Republik im letzten Jahrhundert ihres Bestands als „virulente Krise […] in der sich hundert Jahre lang keine Alternative zum Herkommen bildet.“ Die „Krise ohne Alternative“ der res publica sei zwar von den bekannten wirtschaftlichen und gesellschaftlichen Herausforderungen ausgegangen, die eigentliche Dynamik habe sich aber im politischen Bereich entfaltet. Paradoxerweise habe eben jener strukturelle Rahmen die Erkenntnis des Problems und der notwendigen Reformen verhindert, der über Jahrhunderte hinweg erfolgreich den Interessenausgleich innerhalb der Gesellschaft gewährleistet hatte. Anders als beispielsweise in der attischen Demokratie sei es Rom nicht gelungen, „die politische Ordnung aus dem Ganzen der Gesellschaft [auszugliedern]“. Um die gewaltigen Widersprüche zwischen der rechten Ordnung und dem aktuellen Zustand ihres Gemeinwesens zu lösen, hätten sich die politischen Strukturen ausdifferenzieren, die Bürgerschaft sich grundsätzlich neu aufstellen müssen. Die Macht hätte von wenigen Adligen auf die Bürger übergehen können, die alleine aufgrund ihrer Überzahl das eigentliche Machtpotenzial innehatten. Da dies nicht geschehen sei, blieben die Machtverhältnisse bestehen, die gesellschaftliche Ordnung wurde nur in begrenzten Teilbereichen verändert, während die wirklich dramatischen Veränderungen sich nahezu unbemerkt auf einer anderen Ebene ereignet hätten. Somit habe der rückwärtsgewandte allgemeine Konsens, unbeirrt am Althergebrachten festzuhalten, das römische Gemeinwesen an die Grenze seiner Erkenntnisfähigkeit gebracht. Es fehlte der „archimedische Punkt außerhalb der Gesellschaft, von dem aus man den […] [S]taat hätte überwinden können.“